# Große Synagoge (Białystok)
Koordinaten: 53° 7′ 50″ N, 23° 9′ 26″ O
Die Große Synagoge von Białystok (polnisch Wielka Synagoga w Białymstoku) befand sich an der Suraskastraße, wurde zwischen 1909 und 1913 erbaut und ersetzte die Alte Synagoge, die 1764 errichtet wurde; entworfen wurde sie von Samuel (auch Szlojme) Rabinowicz. Die Synagoge wurde am 27. Juni 1941 von den Nationalsozialisten niedergebrannt, während  in ihr mehr als 800 Juden gefangen gehalten waren.

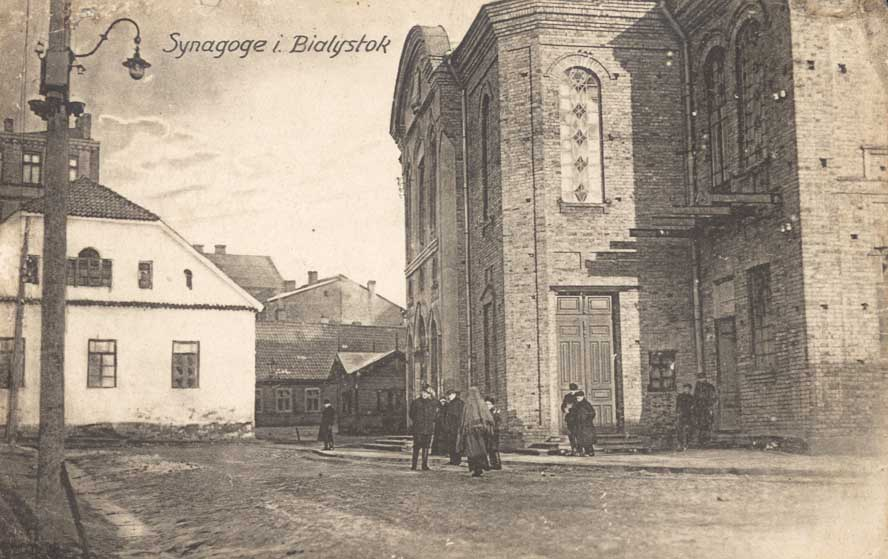
Die Große Synagoge, links im Bild die orthodox ausgerichtete Ner-Tamid-Synagoge

## Geschichte
Die Synagoge besaß eine zehn Meter hohe Kuppel, zudem zwei dekorative kleinere Kuppeln an den Seiten bzw. über den seitlichen Hallen. Die große Kuppel wurde von mehreren Säulen aus Stahl und Beton getragen. Sie verband verschiedene Architekturstile, hauptsächlich fand aber ein neugotischer und byzantinischer Stil Verwendung.
In der Synagoge wohnten die Frauen zusammen mit den Männern dem Gottesdienst bei, wenn auch in separaten Hallen, die die Hauptgebetshalle von drei Seiten umschlossen. Das Gotteshaus besaß einen Chor und eine Orgel, und in der Zwischenkriegszeit wurden dort nationale Feiertage zelebriert, wobei zu diesen Anlässen die Synagoge von städtischen Autoritäten wie dem Bürgermeister oder dem Gouverneur der Region besucht wurde. Der letzte offizielle Rabbiner von Białystok, Dr. Gedali Rozenman, stimmte nach dem Gebet und dem Spielen der jüdischen Hymne Hatikvah die polnische Nationalhymne Mazurek Dąbrowskiego an.
Die Größe der Synagoge und ihr Prestige zog Chasanim aus ganz Polen sowie auch aus den Nachbarländern an. Während des Pessachfestes des Jahres 1934 boten 14 Chasanim ihre Dienste der Synagogenverwaltung an.

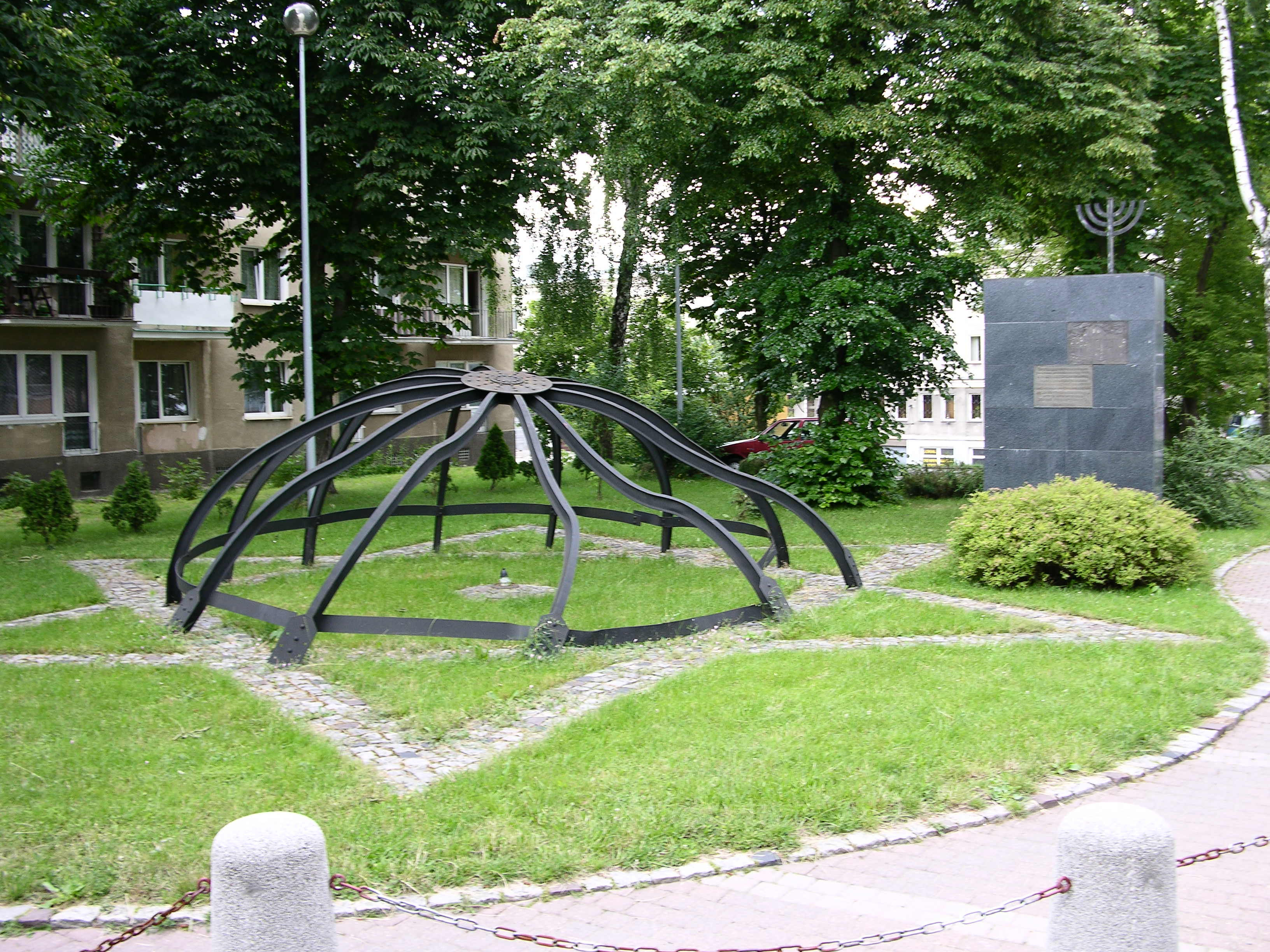
Mahnmal an der Stelle der Synagoge

## Vernichtung
Am Morgen des 27. Juni 1941 umstellten Soldaten vom Polizei-Bataillon 309 den Stadtplatz bei der Synagoge und zwangen Anwohner aus ihren Häusern auf die Straße. 300 Männer wurden an Häuserwände gestellt und erschossen. Ungefähr 800 Männer sowie einige  Frauen und Kinder wurden in der Synagoge eingeschlossen, welche kurz darauf angezündet wurde; sie starben in den Flammen. Anschließend bewarfen die Soldaten Häuser mit Granaten und erschossen weitere Menschen.
Laut Bekundungen aus dem Białystoker Gedenkbuch öffneten dabei viele Menschen die Pulsadern ihrer Freunde und Nachbarn, um ihnen die Tortur zu ersparen. Ein junger Mann, der nicht vom Rauch überwältigt wurde, kletterte zu einem Fenster innerhalb des Altarraums, wo er Scheiben zerbrach und die Soldaten verfluchte, die die Szenerie beobachteten. Er wurde niedergeschossen und fiel vom Fenster, überlebte aber. Der polnische Hausmeister der Synagoge war schließlich in der Lage, in das Gebäude zu gelangen und eine Seitentür zu öffnen, wodurch einige Juden flüchten konnten, einschließlich des jungen Mannes.

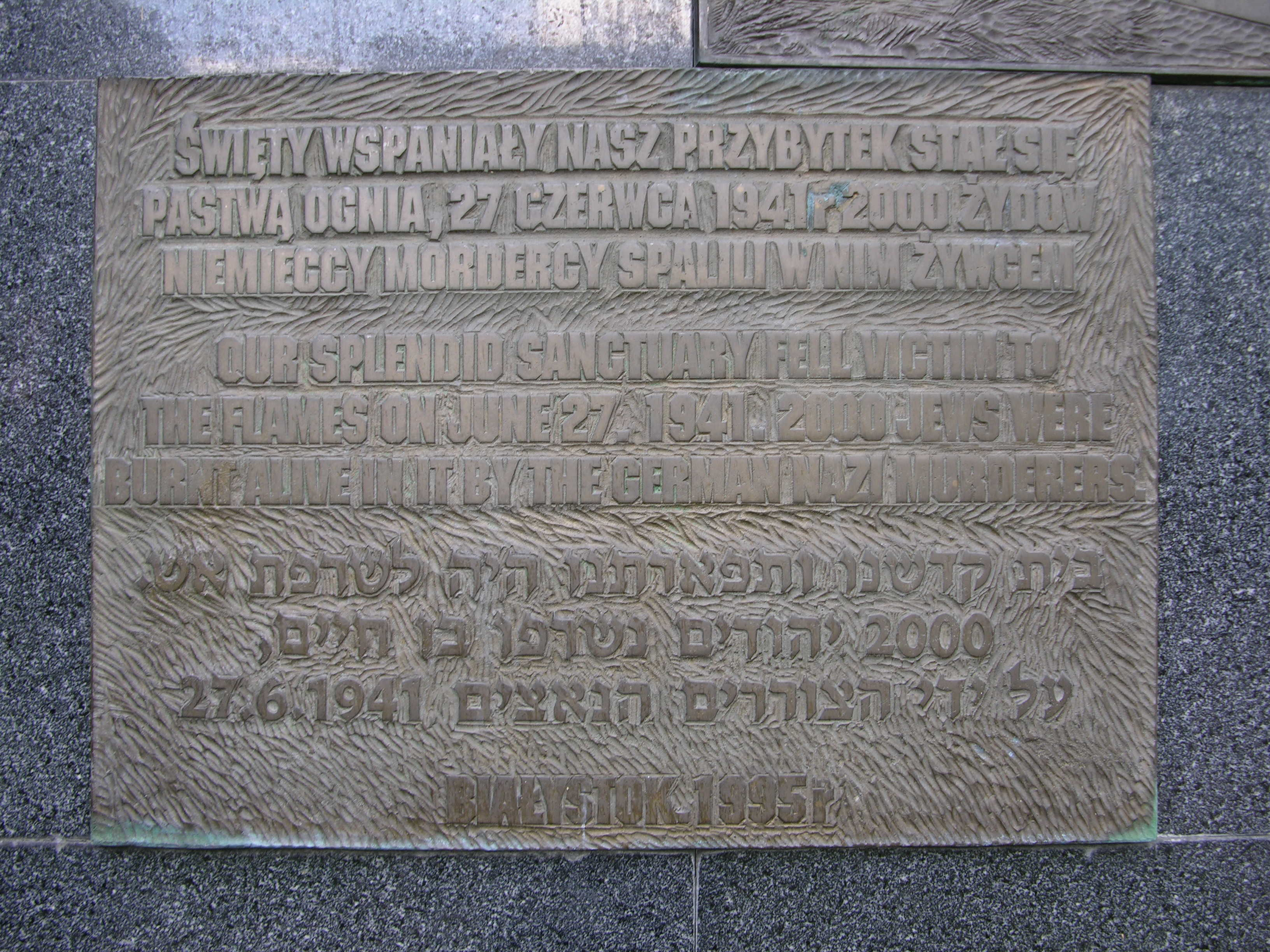
Inschrift in drei Sprachen (polnisch, englisch, hebräisch)

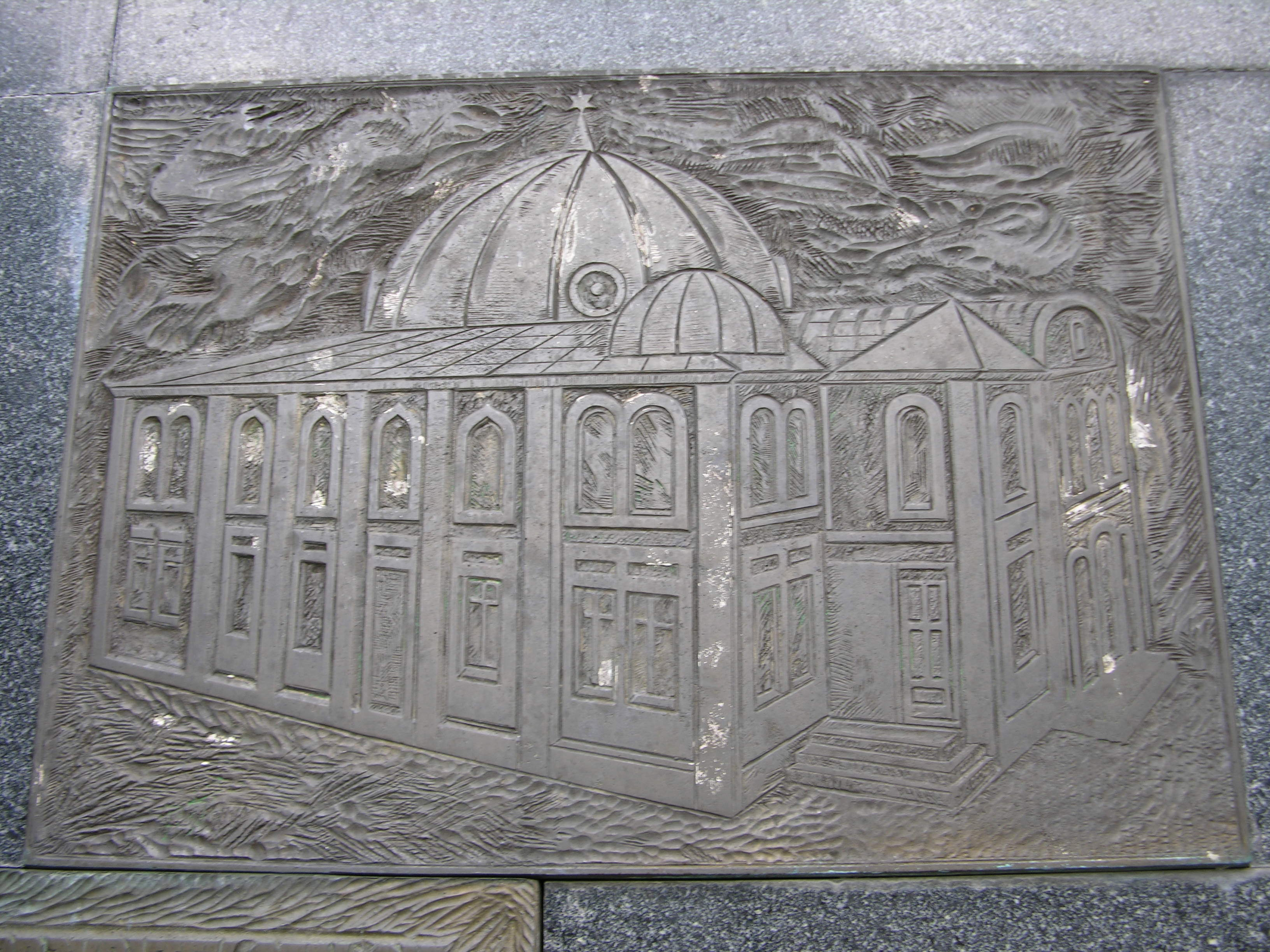
Gedenktafel

Das Mahnmal der Synagoge, das im August 1995 errichtet wurde und die Form der zerstörten Kuppel imitieren soll, ist heute Teil des „Pfad des jüdischen Erbes in Białystok“ (Szlak Dziedzictwa Żydowskiego w Białymstoku). Auf der dreisprachigen Gedenktafel (Polnisch, Englisch und Hebräisch) ist zu lesen: „Unser ruhmreiches Heiligtum wurde am 27. Juni 1941 zum Opfer der Flammen, als hier 2000 Juden durch die deutschen Nazi-Mörder lebendig verbrannt wurden.“